# Aloke Dutta
Aloke Dutta (n. 22 de julio de 1953 en Bishnupur) es un cantante y músico de ascendencia india. El instrumento por el que es conocido es la tabla. Es una figura importante de la música moderna también en su condición de maestro de algunos de los percusionistas y bateristas más influyentes del siglo XXI. 
Entre sus pupilos destacan Danny Carey, Terry Bozzio, Pat Mastelotto, Joe Porcaro, Simon Phillips, Roy Wooten, y Aaron Harris.
En enero de 2008, Aloke Dutta sufrió un infarto masivo cuando se encontraba visitando a sus padres en la India. 
Recuperado, volvió a Los Ángeles a finales de abril y continúa dando lecciones de tabla desde el 3 de mayo de 2008.
- Datos: Q4734310